# 桑迪亚国家实验室
桑迪亚国家实验室（英語：Sandia National Laboratories，簡稱SNL），现由桑迪亚国家技术和工程解决方案（National Technology and Engineering Solutions of Sandia，霍尼韦尔所有的一个子公司）管理和运营，是美国国家核安全局（National Nuclear Security Administration）下属的三个研究发展实验室之一。
实验室的主要目标是核武器非核部分的发展测试。主实验室位于新墨西哥州的阿布奎基的科特兰空军基地，另一个位于加州的利弗莫尔，在劳伦斯利弗莫尔国家实验室的旁边。
桑迪亚国家实验室致力于维持核武系统的可靠性和准确性，在军备控制和防止核武器扩散方面，以及美国核武计划产生的有害废弃物的处理方式进行各项研究。实验室也对能源和环境领域，以及对国家关键基础设施的保障进行研究。桑迪亚国家实验室的研究涉及广泛；除了上述几项主要的研究之外，实验室还在计算生物学、数学、材料科学、替代能源、心理学、微机电系统和认知科学在内的各个学科有所涉足。桑迪亚国家实验室曾经拥有世界上运算速度最快的超级计算机——ASCI Red；世界上最大的X射线发生器——Z脉冲功率设施（Z机）也位于桑迪亚国家实验室。Z机被用于极端温度与压强之下的材料测试；收集的数据可用于辅助核武器研发的计算机模拟。

## 历史

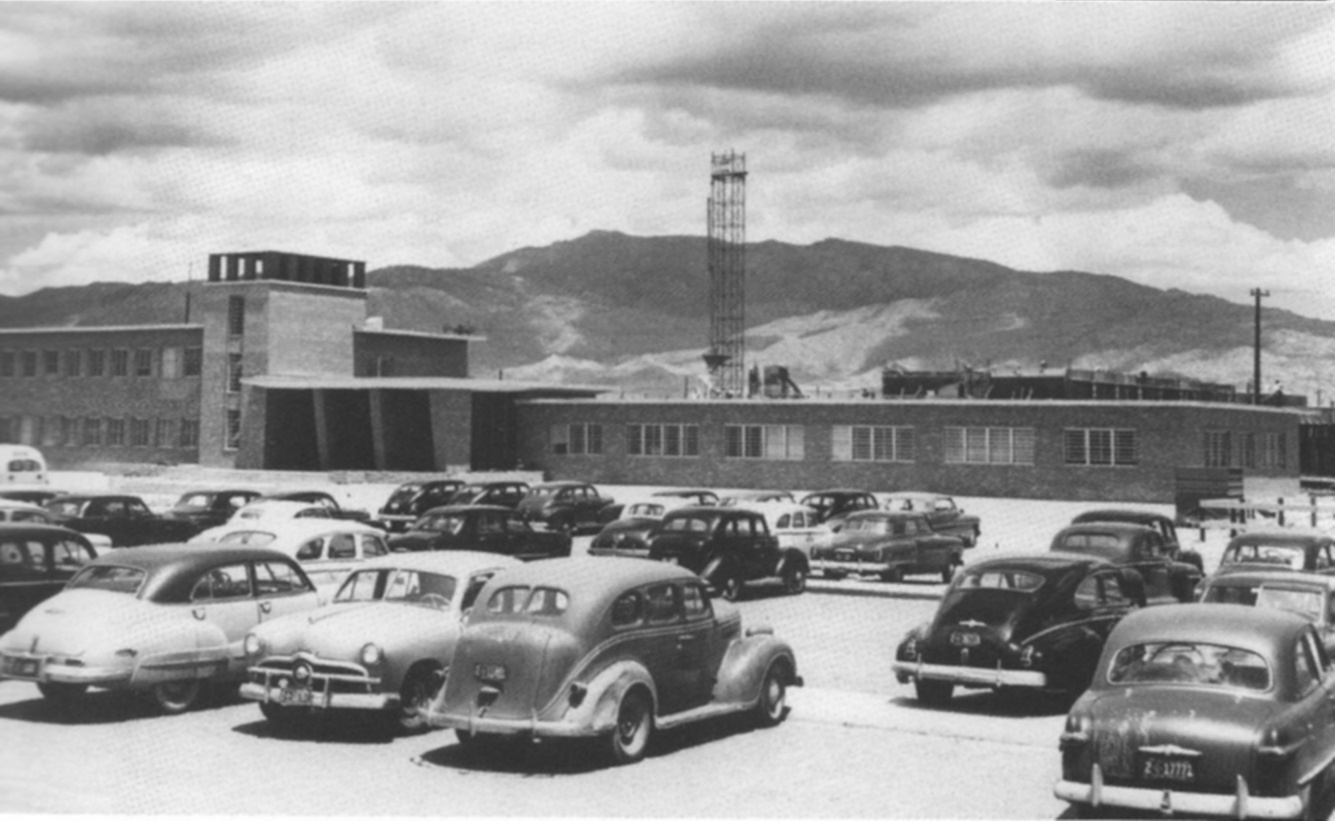
桑迪亚国家实验室的第一个永久性建筑（Building 800）于1949年落成。

桑迪亚国家实验室的建立缘于第二次世界大战和曼哈顿计划。在美国正式介入战争之前，美国陆军就租借了新墨西哥州阿尔伯克基附近的机场（即Oxnard Field）以服务于临时军队以及美国海军的飞机。1941年1月，阿尔伯克基空军基地正式动工；同年年底，“庞巴迪学校——军队高级飞行学校（Bombardier School-Army Advanced Flying School）”建立。此学校不久后被更名为“科特兰训练场（Kirtland Field）”，得名于先前的军队飞行员上校罗伊·C·科特兰。在1942年中期，军方征用了 Oxnard Field。在战争中，科特兰训练场被进一步拓展，成为了陸軍航空軍主要的训练基地。
在成功引爆世界上第一颗原子弹——三位一體核試，以及第一次核武器空投——艾伯塔计划的三个月前，罗伯特·奥本海默作为当时洛斯阿拉莫斯国家实验室的主任，与他的技术顾问 Hartly Rowe 就已经开始寻找便于继续开发核武器（特别是开发其非核部分）的新地点。由于之前的科特兰基地满足了洛斯阿拉莫斯对于三位一体核试和艾伯塔计划在交通运输方面的需求，因此，Oxnard Field 由美国陆军航空兵团被转交给曼哈顿工程特区。1945年7月，桑迪亚国家实验室的前身“Z”部门（"Z" Division）在 Oxnard Field 建立，为曼哈顿工程特区提供未来的武器研究测试，以及炸弹组装的工作。特区的指令文件中将“Z”部门设施的建立与建设称为“桑迪亚基地”；“桑迪亚”的名字来自于附近的桑迪亚山脉。
直至1949年，桑迪亚实验室由加州大学运营。之后，美国总统杜鲁门以“能够提供国家感兴趣的杰出服务的机会”（"opportunity to render an exceptional service in the national interest"）为理由想让美国电话电报公司 (AT&T)下属的西部電氣承担实验室的运营。1949年11月1日，桑迪亚公司——西部电力公司为此设立的子公司——开始对实验室进行管理和运营。1979年，美国国会将桑迪亚实验室指定为国家实验室。1993年10月，桑迪亚公司成为了洛克希德·马丁的子公司，继续实验室的管理。2017年5月，桑迪亚国家实验室开始由霍尼韦尔国际下属的桑迪亚国家技术和工程解决方案管理。实验室在新墨西哥州的阿尔伯克基（SNL/NM）、加利福尼亚州的利弗莫尔（SNL/CA）、内华达州的托诺帕和考艾岛均设有政府所有的设施，其中SNL/NM作为实验室的总部，雇员多达6,600余人；SNL/CA较小，雇员有大约850人。

## 技术区域
SNL/NM 由五个技术区域（technical areas，TA）和其他的测试区域组成。每一个技术区域都有各自特殊的专项工作。桑迪亚国家实验室的某些实验团队可能涉足多个技术区域。除了五个技术区域，SNL/NM 同时拥有一些位于实验室之外的测试区域（test areas）。这些测试区域统称为郊狼测试场（Coyote Test Field），位于三号测试区域的东南以及曼扎尼塔山西侧的峡谷中。

## 开源软件
在1970年代，桑迪亚国家实验室、洛斯阿拉莫斯国家实验室和空军武器实验室技术交换委员会开始发展SLATEC库。此公用数学库使用了FORTRAN 77，是一个数学与统计学的常用库。
如今，桑迪亚国家实验室已经成为不少开源软件的发源地：
- LAMMPS（Large-scale Atomic/Molecular Massively Parallel Simulator，大尺度原子/分子大规模并行模拟器）是一个可以用来并行模拟大尺度下原子级别/次原子级别的过程的分子动力学库[6]，在GNU通用公共许可证下开发，于桑迪亚国家实验室的网站和SourceForge上发布[6]。
- LibVMI库简化了虚拟机中内存的读写过程[7]，在GNU宽通用公共许可证下授权[7]。
- MapReduce-MPI库是MapReduce的一个实现，用于分布式内存并行机（distributed-memory parallel machines），利用消息传递接口作为交流手段，在修改过的BSD许可证下开发[8]。
- ParaView是一个跨平台的应用，用于数据分析与数据可视化[9]，由桑迪亚国家实验室、洛斯阿拉莫斯国家实验室和美国陆军研究实验室（英语：United States Army Research Laboratory）共同开发。高等模拟计算计划（英语：Advanced Simulation and Computing Program）资助了此项目[9]。此程序在BSD许可证下开发[9]。
- Pyomo（英语：Pyomo）是一个基于python的数学编程语言（AMPL），用于解决最优化问题[10][11]。
- Soccoro是一个基于密度泛函理论计算电子结构（英语：Electronic structure）的面向对象的软件，由实验室与维克弗斯特大学和范德堡大学共同开发[12]。软件利用了一些例如MPI、BLAS和LAPACK的程序库，在GNU通用公共许可证下开发[12]。
- Titan信息学工具箱（Titan Informatics Toolkit）是一个跨平台程序库的集合，用于处理、分析和展示科学与信息学数据[13][14]，由实验室与Kitware公司（英语：Kitware）合作开发，运用了许多开源库（例如Boost C++ 库）[13]，在新BSD许可证之下开发[13]。
- Trilinos（英语：Trilinos）是一个面向对象的程序库，用于建立可扩展的科学与工程应用，侧重于线性代数[15]。大部分Trilinos程序包由修改后的BSD许可证授权[15]。
- Xyce是一个高性能模拟电路模拟器，兼容SPICE，适合解决大型电路问题[16]。

另外，桑迪亚国家实验室曾经与Kitware公司合作，参与开发了一个跨平台的图形和视觉软件包——VTK（可视化工具库）。他们的合作着眼于加强VTK的信息可视化能力，进而将其用于其他项目（例如ParaView和Titan）的开发中。

## 延伸阅读
- Computerworld article "Reverse Hacker Case Gets Costlier for Sandia Labs"
- San Jose Mercury News article "Ill Lab Workers Fight For Federal Compensation" （页面存档备份，存于）
- Wired Magazine article "Linkin Park's Mysterious Cyberstalker" （页面存档备份，存于）
- Slate article "Stalking Linkin Park" （页面存档备份，存于）
- FedSmith.com article "Linkin Park, Nuclear Research and Obsession"
- The Santa Fe New Mexican article "Judge Upholds $4.3 Million Jury Award to Fired Sandia Lab Analyst"[永久]
- TIME article "A Security Analyst Wins Big in Court" （页面存档备份，存于）
- The Santa Fe New Mexican article "Jury Awards Fired Sandia Analyst $4.3 Million" （页面存档备份，存于）
- HPCwire article "Sandia May Unwittingly Have Sold Supercomputer to China"
- Federal Computer Weekly article "Intercepts: Chinese Checkers"[永久]
- Congressional Research Service report "China: Suspected Acquisition of U.S. Nuclear Weapon Secrets" （页面存档备份，存于）
- Sandia National Laboratory Cooperative Monitoring Center article "Engagement with China"
- NewsMax.com article "Yet Another Lab Scandal" Archive.today的存檔，存档日期2013-01-30
- BBC News "Security Overhaul at US Nuclear Labs" （页面存档备份，存于）
- Fox News "Iowa Republican Demands Tighter Nuclear Lab Security"
- UPI article "Workers Get Bonus After Being Disciplined" （页面存档备份，存于）
- IndustryWeek article "3D Silicon Photonic Lattice"
- October 6, 2005 The Sante Fe New Mexican article "Sandia Security Managers Recorded Workers' Calls" （页面存档备份，存于）
- May 17, 2002 New Mexico Business Weekly article "Sandia National Laboratories Says it's Worthless" （页面存档备份，存于）